# 효자고황후 (명나라)
효자고황후 마씨(孝慈高皇后 馬氏, 원 지순 3년 7월 18일(1332년 6월 25일) ~ 명 홍무 15년 8월 10일(1382년 9월 17일))는 명나라 초대 황제인 홍무제의 본처이자 명나라의 초대 황후이다. 마공(馬公)과 정온(鄭媼)의 딸이며, 홍건군 수장 곽자흥(郭子興)의 애제자(愛弟子)이자 양녀이며, 영락제의 어머니이기도 하다.

## 생애
야사에서는 이름이 마수영(馬秀英)으로 알려져 있으며, 대각마황후(大脚馬皇后, 황후 마씨가 전족을 하지 않아 발이 큼을 비꼬는 말)라고도 알려져 있다. 하지만 그녀는 전족을 하지 않은 자신의 발을 자랑스럽게 여겼다고 한다. 명나라 개국에 공이 컸으며 여걸이었다고 한다. 1366년 주원장이 명나라를 건국하고 황제가 되자 황후에 책봉되었다. 명 홍무 15년 8월 (1382년) 황후 마씨는 붕어한다.

## 시호, 능호
황후 마씨 사후에는 효자황후(孝慈皇后)로 추시 하였고, 홍무제 사후에는 시호를 추가하여 효자소헌지인문덕승천순성고황후(孝慈昭憲至仁文德承天順聖高皇后)라고 추시하였다. 가정 17년(1538년)에는 시호를 개정하여 효자정화철순인휘성천육성지덕고황후(孝慈貞化哲順仁徽成天育聖至德高皇后)로 바꿔 추시 되었다. 능호는 효릉(孝陵)이다.

## 같이 보기
- 홍건적
- 홍무제
- 주표
- 영락제